# Ehud Manor
Ehud Manor (Hebreu: אהוד מנור; nascut Ehud Weiner, 13 de juliol de 1941 - 12 d'abril de 2005) era un poeta, traductor, i personalitat de ràdio i de televisió israelià.

## Biografia
Ehud Weiner (més tard Manor) va néixer al poble de Binyamina. Tenia dos germans, Zvi i Yehuda. Va estar casat amb l'actriu Ofra Fuchs durant 40 anys; Van tenir tres fills: Gali, Libby i Yehuda (Yadi), que va ser anomenat en honor del difunt germà de Manor.

## Carrera de música i poesia
Ehud Weiner va començar treballar per la ràdio a Israel en els anys 1960, com a editor musical. Va canviar el seu cognom a Manor, perquè llavors era consuetudinari per presentadors radiofònics adoptar noms hebreus.
Durant la seva carrera, va escriure més de 1.250 cançons hebrees, incloent "Ein Li Eretz Acheret" (No Tinc Cap Altre País), "Brit Olam" (Testament Etern), "BaShanah HaBa'ah" (L'any Que Ve) -que es va convertir en un estàndard internacional-, "Zo Yalduti HaShniya" (Això És La Meva Segona Infantesa), i "Achi HaTza'ir Yehuda" (El Meu Germà Petit Yehuda). L'últim va ser escrit en memòria del seu germà, que havia mort durant el seu servei militar l'any 1968.
Va escriure les lletres a diverses participacions israelianes al Festival de la Cançó d'Eurovisió, incloent la cançó guanyadora de 1978 "Abanibi", la de 1975 "At Va'Ani (Tu i Jo)" amb el seu cantant Shlomo Artzi, la de 1983 "Khay" (Viu), la de 1992 "Ze Rak Sport" (Només Esport), la de 2004, "Leha'amin" ("per Creure"; que va escriure en col·laboració amb David D'Or).

## Carrera literària
També fou un traductor reeixit, i va traduir més de 600 obres a l'hebreu, incloent èxits de Broadway com Cabaret i Les Misérables.

## Premis i reconeixement
El 1998, Manor va rebre el Premi d'Israel pels seves contribucions a la cançó en hebreu. El comitè de premi va anotar que "Durant els últims 30 anys, ha expressat el nostre humor a través dels centenars de cançons que ha escrit juntament amb els millors compositors. L'home que va declarar que va tenir no altre país és el guanyador del Premi d'Israel."
Poc abans de la seva mort, Manor va ser escollit per rebre un doctorat honorari de la Universitat Bar-Ilan com a reconeixement de la seva activitat prolífica en el camp de música hebrea.
Les cançons de Manor són les que més sonen a la ràdio israeliana.